# Биккулово (Абзелиловский район)

Бикку́лово (баш. Биҡҡол) — деревня в Абзелиловском районе Республики Башкортостан. Входит в Ташбулатовский сельсовет.

## Географическое положение
Расположена на отрогах хребта Крыктытау (Южный Урал), на правом берегу реки Аналык (бассейн Урала) в 3,5 км к северу от центра сельсовета села Ташбулатова, в 37 км от районного центра села Аскарова, в 215 км к юго-востоку от столицы республики города Уфы и в 32 км к северо-западу от города Магнитогорска.
Вблизи деревни проходит региональная автодорога 80К-026 Стерлитамак — Белорецк — Магнитогорск.

## История
Основана башкирами Тамьянской волости Ногайской дороги, известна с 1775 года. Названа по имени волостного старшины Биккула Баракова. Согласно легенде, в деревне жил герой песни «Шагибарак» Шаги Бараков.

## Население
| 1968 | 2002 | 2009 | 2010 |
| ---- | ---- | ---- | ---- |
| 240  | →240 | ↗286 | ↗292 |

Согласно переписи 2002 года, преобладающая национальность — башкиры (99 %).

## Религия
В деревне есть мечеть.

## Достопримечательности
Рядом находится озеро Карабалыкты.